# Ipoteza kurgană

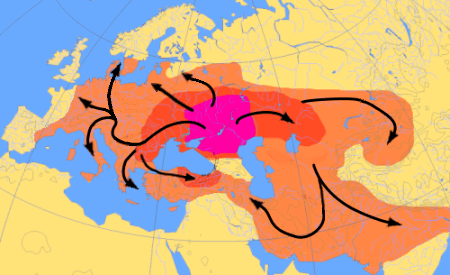
Harta migrațiilor Indo-Europene între ca. 4000 și 1000 î.Hr. după modelul kurgan. Migrația anatoliană (indicată cu săgeata punctată) s-a putut realiza fie prin traversarea Caucazului, fie a Balcanilor. Regiunea indicată cu culoarea mov corespunde patriei primordiale prezumtive, (în - culturile Samara și Srednîi Stog). Regiunea indicată cu roșu corespunde ariei probabile de răspândire a populațiilor indo-europene în 2500 î.Hr., iar cea de culoare portocalie ariei probabile de răspândire în 1000 î.Hr..

Ipoteza kurgană (cunoscută și ca teoria kurganelor, modelul kurganelor) este una dintre teoriile privind originile indo-europene, potrivit căreia oamenii aparținând unei culturi arheologice numite „cultura kurganelor” (din care făceau parte cultura Iamnaia (numită și „Pit Grave”) și culturile precedente) localizată în stepa nord-pontică au fost, cel mai probabil, vorbitorii limbii proto-indo-europene. Termenul este derivat din cuvântul turco-tătar kurgan (курган) și corespunde cuvintelor românești gorgan sau tumul (latină „tumulus”), o movilă ridicată deasupra unui mormânt.
Ipoteza kurgană este scenariul cel mai larg acceptat al originilor indo-europene. O teorie alternativă este aceea a patriei primordiale anatoliene⁠(en)[traduceți] („Anatolian Urheimat”).
Teoria culturii gorganelor a fost formulată în anii 1950 de cercetătoarea americană de origine  lituaniană Marija Gimbutas⁠(en)[traduceți] (Marija Gimbutiene), care a definit această cultură ca fiind caracterizată de patru perioade succesive, cea mai precoce (Kurgan I) incluzând culturile Samara și Seroglazovo dintr-o regiune situată între fluviile Nipru și Volga din epoca calcoliticului (începutul mileniului 4 î.Hr.). Reprezentanții acestor culturi erau păstorii nomazi, care, în funcție de modelul considerat, s-au răspândit de la începutul mileniul 3 î.Hr. în întreaga stepă din nordul Mării Negre, din jurul Mării Caspice și în Europa de est.

## Prezentare generală
Contribuția Marijei Gimbutas la stabilirea originii indo-europenilor, propusă pentru prima dată în 1956 în lucrarea The Prehistory of Eastern Europe, part 1 (Preistoria Europei răsăritene), a reprezentat o sinteză interdisciplinară de pionierat în arheologie și lingvistică. Teoria gorganelor propune ca patrie primordială (Urheimat) a vorbitorilor de limbi indo-europene stepele nord-pontice și de la Marea Caspică și pleacă de la premisa că în această zonă erau vorbite câteva dialecte ale limbii proto-indo-europene (PIE). Potrivit acestui model, cultura gorganelor s-a răspândit treptat în tot spațiul stepelor nord-pontice și de la Caspica, cultura Kurgan IV fiind identificată cu cultura Iamnaia, a mormintelor ornate cu ocru (morminte cu fosă sau puț), existentă cu circa 3000 ani î.Hr.. 
Mobilitatea culturii gorganelor a facilitat expansiunea ei în întreaga regiune corespunzătoare culturii Iamna. Ei îi sunt atribuite domesticirea calului și, mai târziu, utilizarea carului primitiv. Prima evidență arheologică a domesticirii calului provine din Srednîi Stog⁠(en)[traduceți] din nordul Mării de Azov, Ucraina, și ar corespunde nucleului unei culturi PIE sau proto-PIE din mileniul al V-lea î.Hr... Cel mai vechi car (cca. 2000 ani î.Hr.) a fost descoperit în apropierea lacului Krivoi.

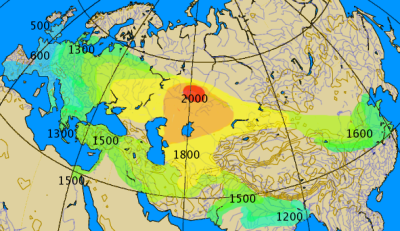
Răspândirea folosirii carului. Cifrele indicate în imagine corespund anilor î.Hr..

Expansiunea ulterioară în afara stepelor a dus la apariția unor culturi hibride, zise culturi „kurganizate” după termenul folosit de Marija Gimbutas, cum ar fi cultura amforelor globulare spre vest. Aceste culturi hibride sunt la originea emigrării protogrecilor spre Peninsula Balcanică și a culturii nomade indo-iraniene, spre est, în jurul anului 2500 î.Hr.
Imposibilitatea lui J. P. Mallory de a demonstra migrarea indo-europeană spre vest a fost citată de lingvistul Kortland ca argument pentru a conchide că evidențele arheologice sunt inutile dincolo de ceea ce poate fi motivat dintr-un punct de vedere lingvistic. Începând din 1990 noi evidențe arheologice provenind din culturile preistorice din nord-estul Europei au ridicat noi întrebări privind influența și expansiunea culturii gorganelor spre vest. Migrațiile paneuropene și procesul de „kurganizare”, în special a culturii ceramicii cordate⁠(en)[traduceți] nu ar fi fost atât de importante pe cât le considera experta în preistorie Marija Gimbutas. 

## Cultura gorganelor
Modelul unei „culturi a gorganelor ” postulează existența de asemănări culturale între variate culturi din stepele nord-pontice și de la Caspică în calcolitic și epoca bronzului (mileniile V-III î.Hr.) pentru a justifica identificarea acestei culturi ca o cultură arheologică unică sau un orizont cultural unitar. Construirea gorganelor eponime este doar un factor luat în considerare pe lângă alții. Ca întotdeauna, în procesul de grupare al culturilor arheologice linia de separare între o cultură și alta nu poate fi trasată cu precizie și poate fi disputată.
Culturi ce fac parte din grupul culturii gorganelor:
- Bug-Nistru (mileniul VII î.Hr.)
- Samara (mileniul V î.Hr.)
- Kvalinsk (mileniul V î.Hr.)
- Srednîi Stog⁠(en)[traduceți] (jumătatea mileniului V până la jumătatea mileniului IV î.Hr.)
- Nipru-Doneț (mileniile V - IV î.Hr.)
- Usatovo (sfârșitul mileniului IV î.Hr.)
- Cultura Maikop-Dereivka (jumătatea mileniului IV până la jumătatea mileniului III î.Hr.)
- Iamna⁠(en)[traduceți]

Această cultură, ce constituie ea singură, un orizont cultural variat, a avut ca areal de răspândire întreaga regiune a stepelor de la mările Neagră și Caspică între jumătatea mileniului IV și mileniul III î.Hr.
Marija Gimbutas a definit și introdus termenul de „cultură a gorganelor” în 1956 cu intenția de a introduce un „termen generic” ce voia să combine orizonturile arheologice ale culturilor Srednîi Stog, Iamna și a ceramicii cordate (existente între mileniile IV și III în multe regiuni din estul și nordul Europei. În jurul anului 1980 a devenit clar că complexul funerar al culturii ceramicii cordate⁠(en)[traduceți] – securii de război⁠(en)[traduceți] – Tumulus descris de Marija Gimbutas trebuie considerat separat în cadrul conceptului de „kurganizare” (mileniul III î.Hr.). Mallory (1986, p. 308) a subliniat că „spre jumătatea mileniului V î.Hr., avem deja similitudini culturale frapante de la cultura Nipru - Doneț la vest până la cultura Samara pe cursul mijlociu al Volgăi..., care sunt continuate în perioada ulterioară a culturii Srednîi Stog.” „Iamna, cu toate variantele ei regionale”, apare mai târziu și poate reprezintă o diversificare.
Compararea asemănărilor culturale între aceste culturi este o chestiune de arheologie independentă de ipotezele relative privind limba proto-indo-europenă. Postulatul „similitudinilor culturale" din mileniul al V-lea enunțat de arheologie este o condiție prealabilă a „modelului culturii gorganelor”, care identifică stepele nord-pontice și de la Caspica, din calcolitic (mileniul al V-lea î.Hr.) ca aria de origine a populației proto-indo-europene.

## Etapele culturii și expansiunea acesteia
Gimbutas] a sugerat inițial identificarea a patru etape succesive în evoluția culturii gorganelor: 
- Kurgan I, în regiunea Nipru-Volga, în prima jumatate a mileniului 4 î.Hr.. Se pare că evoluează din culturi ale bazinului Volga ce includ culturile Samara și Seroglazovo.
- Kurgan II-III, în a doua jumătate a mileniului 4 î.Hr.. Include culturile Srednîi Stog și Maikop din Caucazul de nord. Este caracterizată prin cercuri de piatră, care primitive cu două roți, stele din piatra cu reprezentări antropomorfe de zeități.
- Kurgan IV sau cultura „Pit Grave", în prima jumătate a mileniului 3 î.Hr., ce a cuprins întreaga regiune de stepă de la Munții Ural până în România.

Trei „valuri” succesive de extindere a culturii gorganelor au fost propuse: 
- Valul 1, precedând cultura Kurgan I, are un areal de extindere de la Volga inferioară la Nipru și duce la coexistența culturilor Kurgan I și Cucuteni-Tripolie. Repercusiunile migrațiilor se extind până în Balcani și, de-a lungul Dunării, până la culturile Cultura Vinca și Lengyel⁠(en)[traduceți] în Ungaria.
- Valul 2, la mijlocul mileniului 4 î.Hr., își are originea în cultura Maikop și determină progresia culturilor „kurganizate” hibride până în nordul Europei în jurul anului 3000 î.Hr. (cultura amforelor globulare, cultura Baden⁠(en)[traduceți] și, în cele din urmă, cultura ceramicii cordate). Potrivit opiniei lui Gimbutas aceasta corespunde primei intruziuni a limbilor indo-europene în vestul și nordul Europei.
- Valul 3, 3000 la 2800 î.Hr., corespunde extinderii culturii „Pit Grave” dincolo de stepă, cu apariția mormintelor caracteristice (morminte cu fosă, morminte cu puț) până în România, Bulgaria și estul Ungariei actuale, și coincide cu sfârșitul culturii Cucuteni-Tripolie (c.2750 î.Hr.).

## Patria secundară
Cultura „kurganizată” a amforelor globulare în Europa este propusă ca o „patrie secundară” a PIE, cultură ce se separă ulterior în cultura Bell-Beaker⁠(en)[traduceți] și cultura ceramicii cordate în jurul 2300 î.Hr.. Acest lucru a dus în cele din urmă la apariția familiilor lingvistice italică, celtică, slavă și germanică, dar și a altor grupuri lingvistice parțial dispărute din Balcani și Europa centrală, ce includ, eventual, invazia proto-miceniană din Grecia.

## Datare
- 4500-4000: Cultura PIE timpurie. Culturile Srednîi Stog, Nipru-Doneț și Samara, domesticirea calului (Valul 1).
- 4000-3500: Cultura „Pit Grave" (sau cultura Iamna), corespunzând constructorilor tumulilor „prototip”, apare în stepă, iar cultura Maikop se dezvoltă în Caucazul de nord. Modelul „indo-hittit” postulează separarea limbii protoanatoliene înainte de acest moment.
- 3500-3000: Cultura PIE mijlocie. Cultura „Pit Grave" este la apogeu, reprezentând societatea clasică reconstituită proto-indo-europeană caracterizată prin idolii de piatră, carul primitiv cu două roți, și practicând cu predominanță creșterea animalelor în așezări permanente protejate de fortificații, agricultura și pescuitul de-a lungul râurilor. Din contactul culturii „Pit Grave" cu culturile europene neolitice târzii rezultă culturile „kurganizate” cu amfore globulare Baden (Valul 2). Cultura Maikop prezinta cele mai vechi dovezi ale începutului epocii bronzului, arme și obiecte din bronz fiind introduse în teritoriul culturii „Pit Grave". Probabil începutul procesului de satemizare.
- 3000-2500: Cultura PIE târzie. Cultura „Pit Grave" se întinde pe întreaga stepă pontică (Valul 3). Cultura ceramicii cordate se extinde de la Rin până la Volga și corespunde etapei târzii a unității indo-europene. Marea zonă „kurganizată" se dezintegrează în diferite limbi și culturi independente, ce rămân încă în contact permițând răspândirea tehnologiei și împrumuturi timpurii între grupuri, cu excepția ramurilor anatoliană și tohariană, izolate de acest proces. Procesul de separare a limbilor centum de limbile satem este probabil complet, dar tendințe fonetice de satemizare rămân active.